# إزكويل ماديرنا
إزكويل ماديرنا (بالإسبانية: Ezequiel Maderna)‏ مواليد 1 أكتوبر 1986 في لابلاتا، بوينس آيرس، الأرجنتين، هو ملاكم محترف أرجنتيني يصنف ضمن فئة الوزن الثقيل. انتصر في نزاله الأول. شارك في دورة الألعاب الأولمبية الصيفية سنة 2008.

## المسيرة الاحترافية
من نزالاته:
- خسر أمام أرتور بيتيربييف بالضربة القاضية (04-06-2016).

## إحصائيات
خاض خلال مسيرته 25 نزالا، فاز في 23 ولم يتعادل وخسر في 3. فاز بالضربة القاضية في 15 نزالا.

## روابط خارجية
- إزكويل ماديرنا على موقع بوكس ريك (الإنجليزية) (registration required)
- إزكويل ماديرنا على موقع اللجنة الأولمبية الدولية (الإنجليزية)
- إزكويل ماديرنا على موقع أوليمبيديا (الإنجليزية)